# Проституция в Венесуэле
Проституция в Венесуэле легальна и регулируется. Министерство здравоохранения и социального развития страны требует, чтобы секс-работники имели при себе удостоверения личности и ежемесячно проходили медицинские осмотры. Проституция является обычным явлением, особенно в Каракасе и других туристических направлениях страны. Индустрия секс-бизнеса в Венесуэле возникла вместе с нефтяной промышленностью двадцатого века и существует по сей день.

## История
Бизнес такого рода в Венесуэле тесно связан с её экономической историей и историей добычи нефти. Венесуэла получила приток населения после того, как в начале 20 века были пробурены первые значительные нефтяные скважины. Присутствие относительно хорошо оплачиваемых иностранных нефтяников значительно расширило секс-торговлю в портовых городах. В частности, чернокожие женщины из более низкого социально-экономического класса, которые не могли устроиться на работу в качестве домашней прислуги или продавать сладости и конфеты в качестве уличных торговцев в городских районах, обращались к проституции за деньги.
Женщин и девушек из соседних андских государств, в частности Колумбии, также вербовали, чтобы приехать в Венесуэлу, а иногда заставляли работать в секс-индустрии. Проституция стала крупным бизнесом, и женщины из Карибского бассейна и даже Европы (особенно из Нидерландов, Франции и Бельгии) приехали в Венесуэлу в поисках работы. Черные женщины составляли большинство секс-работников до 1920-х годов, когда француженки захватили проституционный район Силенсио в Каракасе и портовые города Ла-Гиара и Пуэрто-Кабельо. Численность индийских женщин гуаджиро в Маракайбо превышала численность чернокожих или европейских секс-работников.
Заведения, которые часто посещали нефтяники, такие как знаменитый павильон, открывались как бары, бордели и танцевальные залы. Секс-работников из сельских районов также по субботам доставляли в нефтяные города, «где работники выстраивались в доках, чтобы поздороваться с ними по имени»:{{{1}}}. Некоторые компании даже начали раздавать презервативы, а городские власти стали регулировать и ограничивать сделки. Они классифицировали деятельность, применили к работе городской налог и потребовали еженедельных медицинских осмотров секс-работников.
В городе также стали требовать, чтобы рабочие носили с собой медицинские карты. В 1930 году антивенерический институт провел перепись в крупных городах штата, и проститутки были обязаны сообщать в местные отделения, где они работают. Некоторые секс-работники из высшего класса имели доступ к частным врачам для регулярных обследований. Рынок местных средств лечения венерических заболеваний развивался, но количество случаев заражения ИППП продолжало расти. В 1935 году правительство объявило первое воскресенье сентября Днем борьбы с венерическими заболеваниями. К 1947 году правительство подсчитало, что 64 процента пациентов больниц были больны сифилисом, а 37 процентов пациентов имели другие венерические заболевания, такие как шанкроид (chancre blando). Отчет Министерства здравоохранения показал, что офису необходимо более 3 миллионов единиц пенициллина в любой момент времени для лечения сифилиса. Нефтяные компании начали проверять и увольнять сотрудников с сифилисом, пока профсоюзы не вмешались и не потребовали лечения без увольнения. В конце концов, нравственность общества была оскорблена последствиями растущей секс-торговли, и ночные клубы с проститутками и публичными домами были перемещены из центра города в кварталы красных фонарей на окраинах городов. Многие оказались между крупными городскими лагерями Shell и Lago, которые продолжали снабжать их «бесчисленными покровителями»:{{{1}}}.

## Движения за права женщин и проституция
В 1935 году Культурная ассоциация женщин (Asociación Cultural Femenina или ACF) была первой влиятельной группой по защите прав женщин в Венесуэле, которая заговорила о проституции. Они публично говорили о секс-работе и защите от ЗППП. Однако другие женские группы, такие как женские социалистические движения, в 1940-х годах призвали положить конец проституции. Защита интересов секс-работников продолжалась на протяжении всего столетия, и местная организация секс-работников под названием AMBAR получила международное внимание и поддержку после того, как выступила против незаконных обысков в офисах секс-компаний со стороны полиции.

## Проституция в конце 20 века
Уровень торговли людьми и проституции снова увеличился после экономического спада Венесуэлы из-за снижения доходов от нефти и увеличения выплат по внешнему долгу в 1980-х годах. Катастрофическое наводнение в декабре 1999 года также привело к высокому уровню безработицы, особенно среди женщин, в Венесуэле. Некоторые женщины обратились к секс-работе и стали жертвами внутренней или международной торговли.

## Действующие законы
В настоящее время проституция в Венесуэле легальна. В марте 2007 года Органический закон о праве женщин на жизнь, свободную от насилия, криминализировал торговлю людьми и принуждение к проституции среди других форм гендерного насилия. Торговля людьми теперь может привести к наказанию в виде наказания сроком до 20 лет за принуждение жертвы к совершению полового акта против ее воли в пользу третьей стороны. Взыскание детской проституции и «развращение несовершеннолетних» наказывается тюремным заключением от 3 до 18 месяцев или до четырех лет тюремного заключения, если несовершеннолетний младше 12 лет. Срок наказания увеличивается до шести лет, если преступление совершается повторно.
Министерство здравоохранения и социального развития Венесуэлы (Ministerio de Salud y Desarrollo Social) требует, чтобы женщины, работающие секс-работниками в ночных клубах, ежемесячно проходили бесплатное медицинское обследование. Проверка включает гинекологический осмотр и обследование на сифилис. Тесты на ВИЧ требуются каждые шесть месяцев. Секс-работники не проходят скрининг на инфекции, вызванные вирусами гепатита B или C.

### Удостоверения личности
Статья 6 Конвенции о борьбе с торговлей людьми и эксплуатацией проституции третьими лицами 1949 года призывает подписавшие стороны отменить или отменить любые закон, постановление или административное положение, требующее регистрации или наличия у секс-работников специальных удостоверений личности. Венесуэла, подписавшая Конвенцию, нарушает статью 6, поскольку секс-работники должны иметь при себе удостоверения личности, выданные Министерством здравоохранения, которые гарантируют, что держатели карт не заражены ЗППП или ВИЧ/СПИДом. Это обычная практика в странах Латинской Америки и Карибского бассейна. Когда полиция и сотрудники Министерства здравоохранения совершают набеги на ночные клубы, женщин без этих карточек арестовывают или ждут, что они предоставят деньги и/или сексуальные услуги. Однако для получения карты Министерства здравоохранения требуется выданное государством национальное удостоверение личности, что делает невозможным получение карты иммигрантами без документов на законных основаниях. Многие обращаются за документами к частным агентам или «гесторам».

## Демографические исследования
Крупномасштабных исследований по сбору демографической информации о секс-работниках Венесуэлы не проводилось. Исследование 212 секс-работников, проведенное в 2003 году в медицинском центре в городе недалеко от Каракаса, показало, что 91% работников были венесуэльцами. Остальные рабочие прибыли из Колумбии, Доминиканской Республики и Эквадора. Средний возраст рабочих - 29,6 года, в среднем - 2,12 ребенка. 55,7% имели одного или двух детей. 53% женщин бросили среднюю школу.
Более 80% работников имели половые контакты до 19 лет. 44,1% женщин ранее делали аборт. 41,7% использовали презервативы все время, 20,7% - иногда и 36,5% сообщили, что никогда не использовали презервативы.

## Транс секс-работники
Особое внимание ученых было уделено жизни транс-секс-работников в Венесуэле, называемых травести. Травести - это люди, которые при рождении были определены как мужчины и развивают в себе женскую гендерную идентичность.  Некоторые считают этот термин оскорблением, но травести также используют его для самоидентификации.
Исследования сообщили о проблемных отношениях между Столичной полицией Каракаса (PM) и секс-работниками-трансформистами. Трансформисты сталкиваются с проблемой безнаказанности офицеров и культуры молчания. На вопрос, что она будет делать, если на нее нападет полицейский, трансформистка ответила: «Премьер-министр ?! Да, нет. Потому что тогда, когда они увидят вас на улице, представьте себе»”:{{{1}}}. Травести сталкивается с уголовной системой. в котором жалоба не меняет поведения полиции, а, скорее, служит маркером возможных агрессий в будущем. Однако за последнее десятилетие количество ЛГБТ-организаций в Венесуэле выросло, включая организации, которые защищают интересы трансгендеров и секс-работников-травести.
Марианела Товар, активистка ЛГБТ из Каракаса из организации Contranatura, объясняет, что Травести подвергается насилию со стороны полиции и клиентов секс-бизнеса, но все же чувствует себя вынужденным заниматься секс-работой, потому что «это единственный способ, которым они могут быть своей истинной гендерной идентичностью»” :{{{1}}}. В других профессиях, характерных для женщин в Венесуэле, таких как медсестры, транс-женщины не могут быть представлены в качестве выбранной ими гендерной идентичности.

### Трансформистская миграция
Еще одна исследованная тенденция, касающаяся венесуэльских травести, - это миграция транс-женщин из Венесуэлы в Европу, чтобы стать трансгендерными секс-работниками. Первое поколение, сделавшее это, пришло в Италию в 1970-х годах. Теперь травести также ездят в Испанию, Францию, Германию и Швейцарию. В Европе травести могут «усилить процесс преобразования своего мужского тела в сторону идеальной женственности». Торговля транс-сексом в Европе прибыльна, и их доходы позволяют им трансформировать свое тело с помощью пластической хирургии, дорогостоящего наращивания волос, макияжа, дизайнерской одежды и аксессуаров.

## Секс-торговля
Венесуэла является страной происхождения и назначения для женщин и детей, ставших жертвами торговли людьми в целях сексуальной эксплуатации. По мере ухудшения экономической ситуации массовая миграция венесуэльцев в соседние страны увеличивалась. В течение отчетного периода предполагаемые жертвы торговли людьми из Венесуэлы были идентифицированы на Арубе, в Колумбии, Коста-Рике, Кюрасао, Доминиканской Республике, Эквадоре, Греции, Португалии, Гайане, Мексике, Панаме, Перу, Испании, Суринаме и Тринидаде и Тобаго. Венесуэльские женщины и девушки, в том числе некоторые, которых заманивают из бедных внутренних районов в городские и туристические центры, становятся жертвами торговли людьми и детского секс-туризма внутри страны. Официальные лица Венесуэлы и международные организации сообщили о выявлении жертв секс-торговли из стран Южной Америки, Карибского бассейна, Азии и Африки в Венесуэле. Официальные лица Венесуэлы сообщили о росте сексуальной торговли в неформальном горнодобывающем секторе.
Управление Государственного департамента США по мониторингу и борьбе с торговлей людьми оценивает Венесуэлу как страну «третьего уровня».